# Bundesautobahn 671
De Bundesautobahn 671 (BAB-671) is een autosnelweg in de Duitse deelstaat Hessen die Wiesbaden met Mainz verbindt. De weg bevat 2x2 rijstroken en vormt een snelle verbinding tussen de A66 en de A60. Deze weg maakt ook deel uit van de ringweg rond Mainz.